# Le Mesnil-sous-Jumièges
Le Mesnil-sous-Jumièges település Franciaországban, Seine-Maritime megyében. Lakosainak száma 612 fő (2022. január 1.). Le Mesnil-sous-Jumièges Barneville-sur-Seine, Anneville-Ambourville, Duclair, Jumièges és Yville-sur-Seine községekkel határos.

## Népesség
A település népességének változása:
| Lakosok száma | 626  | 645  | 659  | 639  | 629  | 619  | 617  | 614  | 612  |
|               | 2013 | 2015 | 2016 | 2017 | 2018 | 2019 | 2020 | 2021 | 2022 |